# Alen Blažević
Alen Blažević (Nekcse, 1986. március 29. –) horvát válogatott kézilabdázó. 

## Pályafutása

### Klubcsapatokban
Pályafutása hazájában, az RK Nexe csapatában kezdte, igazán ismert játékos azonban a szlovén Gorenje Velenje csapatában lett. Később játszott a szintén szlovén Cimos Koper csapatában is, mielőtt Spanyolországba, a Guadalajara csapatába szerződött. 2012-ben elfogadta a Pick Szeged ajánlatát, ahol kétéves szerződést írt alá. Legnagyobb sikereit itt érte el, 2014-ben EHF-kupát nyert a Montpellier ellen, 2018-ban pedig magyar bajnoki címet a Telekom Veszprém csapata ellen. 2013 márciusában kéztörés miatt kényszerült hat hetes kihagyásra. 2016 februárjában kettő plusz egy évvel meghosszabbította szerződését. 2020-ban, a szerződésének lejártával távozott Szegedről és a román Dobrogea Sud Constanțában folytatta pályafutását.

### A válogatottban
A horvát válogatott tagjaként bronzérmet szerzett a 2005-ös katari junior-világbajnokságon. Részt vett a 2011-es és a 2019-es világbajnokságon.

## Sikerei, díjai
Szeged
- EHF-kupa-győztes (1): 2014
- Magyar bajnok (1): 2018
- Magyar Kupa-győztes (1): 2019[10]